# Пернстайнер, Херман
Херман Пернстайнер (нем. Hermann Pernsteiner; род. 7 августа 1990, Оберварт, федеральная земля Бургенланд, Австрия) — австрийский профессиональный шоссейный велогонщик, выступающий с 2018 года за команду мирового тура «Bahrain Victorious».

## Карьера
С 11 лет выступал в соревнованиях по маунтинбайку (MTB). Первый международный успех пришёл в 2011 году, когда Херман Пернстайнер завоевал серебряную медаль на андеровской Marathon Race на Чемпионате Европы. В 2015 году заключил первый профессиональный контракт с немецкой командой Centurion Vaude как гонщик-маунтинбайкер. В 2016 и 2017 годах выиграл многодневную гонку Bike Transalp и гонку Trans Schwarzwald. Он также выиграл несколько классических МТВ-марафонов, праздновал победы на этапах Alpentour, Brasil Ride, Bike Transalp.
В 2016 году австрийская континентальная команда Amplatz BMC пригласила Хермана Пернстайнера попробовать себя на шоссе и проехать Тур Словении и Тур Австрии. Он финишировал 16-м в общем зачёте Тура Словении, а двумя неделям позже стал 6-м на Туре Австрии. С 2018 года Пернстайнер полностью переключился с маунтинбайка на шоссе, став гонщиком команды Мирового тура Bahrain Victorious.

## Достижения
2016
6-й — Тур Австрии — ГК
2017
2-й — Тур Азербайджана — ГК
6-й — Тур Словении — ГК
10-й — Истриан Спринг Трофи — ГК
2018
1-й — Гран-при Лугано
2-й — Тур Японии
| ГК | Генеральная классификация |

### Гранд-туры
| Гонка           | 2018 |
| --------------- | ---- |
| Джиро д'Италия  | —    |
| Тур де Франс    | —    |
| Вуэльта Испании | НФ   |

| —  | Не участвовал  |
| НФ | Не финишировал |